# Erdmann Völckel senior
Adam Heinrich Erdmann Völckel (zur Unterscheidung von seinem gleichnamigen Sohn senior) (* 6. Januar 1816 in Kleindraxdorf; † 29. Februar 1892 in Hohenölsen) war ein deutscher Rittergutsbesitzer und Abgeordneter.

## Leben
Völckel war der Sohn des Besitzers eines Gasthofs in Kleindraxdorf Adam Heinrich Völckel und dessen Ehefrau Maria Rosina geborene Zimmermann aus Seyfersdorf. Er war evangelisch-lutherischer Konfession und heiratete am 21. April 1842 in Stelzendorf Agathe Franziska Weiser (* 17. Oktober 1821 in Stelzendorf; † 10. Juli 1883 in Hohenölsen), die einzige Tochter des Mühlenbesitzers Carl Gottlob August Weiser. Aus der Ehe ging der gemeinsame Sohn Erdmann Völckel junior hervor, der ebenfalls Rittergutsbesitzer und Abgeordneter wurde.
Völckel erwarb am 28. April 1840 den reußischen Anteil des Rittergutes Hohenölsen für 12.600 Taler sowie den sachsen-weimarischen Teil. Am 31. Juli 1883 verkaufte er den reußischen Anteil für 78.000 Reichsmark an seinen Sohn Erdmann Völckel junior (1850–1945), der bereits vorher den sachsen-weimarischen Teil erworben hatte. Er lebte als Rittergutsbesitzer auf dem Gut.
Vom 3. bis 21. Februar 1873, vom 24. November bis 20. Dezember 1873, vom 20. bis 25. Februar 1875 und vom 7. November bis 21. Dezember 1976 war er jeweils als Stellvertreter für Heinrich von Kommerstädt Abgeordneter im Greizer Landtag.
1863 wurde er zum Großherzoglich sächsischen Landkammerrat ernannt. 1888 erhielt er das Fürstliche Ehrenkreuz III. Klasse.